# John Pierrakos
John C. Pierrakos (8 februari 1921 - 1 februari 2001) is een Amerikaanse psychiater en is een van de grondleggers van de Bio-energetica. Daarnaast was John Pierrakos sinds 1972 getrouwd met Eva Pierrakos en werkte ook mee aan haar visie van het padwerk, een holistische visie op de mens die verbinding legt tussen psychologie en meditatie. Ze runden samen het Center For the New Man.
Pierrakos was gefascineerd door het onderzoek van Wilhelm Reich en diens nieuwe biologiebeschouwing van de mens, de daaraan gerelateerde aspecten van levensenergie en hoe deze energieën al het bestaan schenen te vormen. Pierrakos herleidde hieruit de vragen: "Wat is deze vormgevende energie?", "wat is in de kern de hartslag van het leven" en "hoe manifesteert dit zich in elk mens?" Deze vragen leiden in nauwe samenwerking met Alexander Lowen tot de ontwikkeling van de lichaamsgerichte psychotherapie in de bio-energetica.
Na de dood van Eva in 1979, richtte John zijn energie opnieuw op het trainen van therapeuten. Uit de concepten van padwerk en bio-energetica ontwikkelde hij de Energetica van de Ziel (core energetics). Energetica van de Ziel is geen nieuwe techniek en kent geen parallellen met therapie en meditatie, maar beschrijft en leert een therapeut een groeiend vermogen om de essentie van zichzelf en de ander te erkennen en ermee te werken.
John Pierrakos reisde en werkte tot aan zijn dood, vlak voor zijn 80e verjaardag, om zijn kennis te verbreiden.